# DHa (Inschrift)
DHa ist die Abkürzung einer Inschrift von Dareios I. (D). Sie wurde in Hamadan (H) entdeckt und von der Wissenschaft mit einem Index (a) versehen. Die Inschrift liegt in altpersischer, elamischer und babylonischer Sprache vor.

## Inhalt
„§1. Dareios, der große König, König der Könige, König der Länder, des Hystaspes Sohn, ein Achaimenide.
§2. Es kündet Dareios, der König: Dies (ist) das Reich, das ich in Besitz habe, von den Saken, die jenseits von Sogdien (sind), bis hin nach Kuš (Nubien), von Indien bis hin nach Lydien, (und) das mir Ahuramazda verliehen hat, der der größte unter den Göttern (ist). Mich soll Ahuramazda schützen und mein Haus.“

## Beschreibung

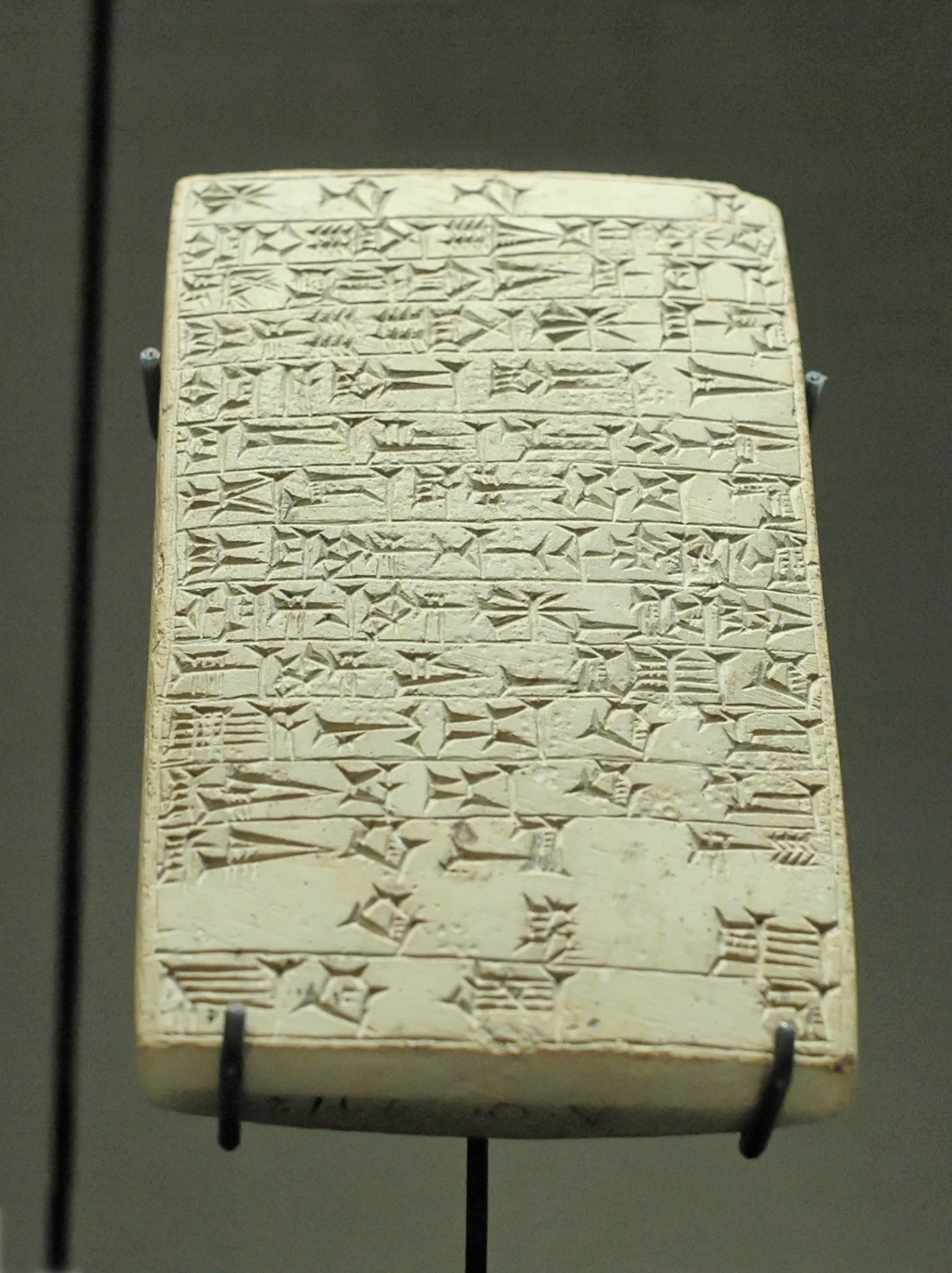
Gründungsurkunde des Nanaja-Tempels in Larsa. Paris, Louvre Inventarnummer AO 4412

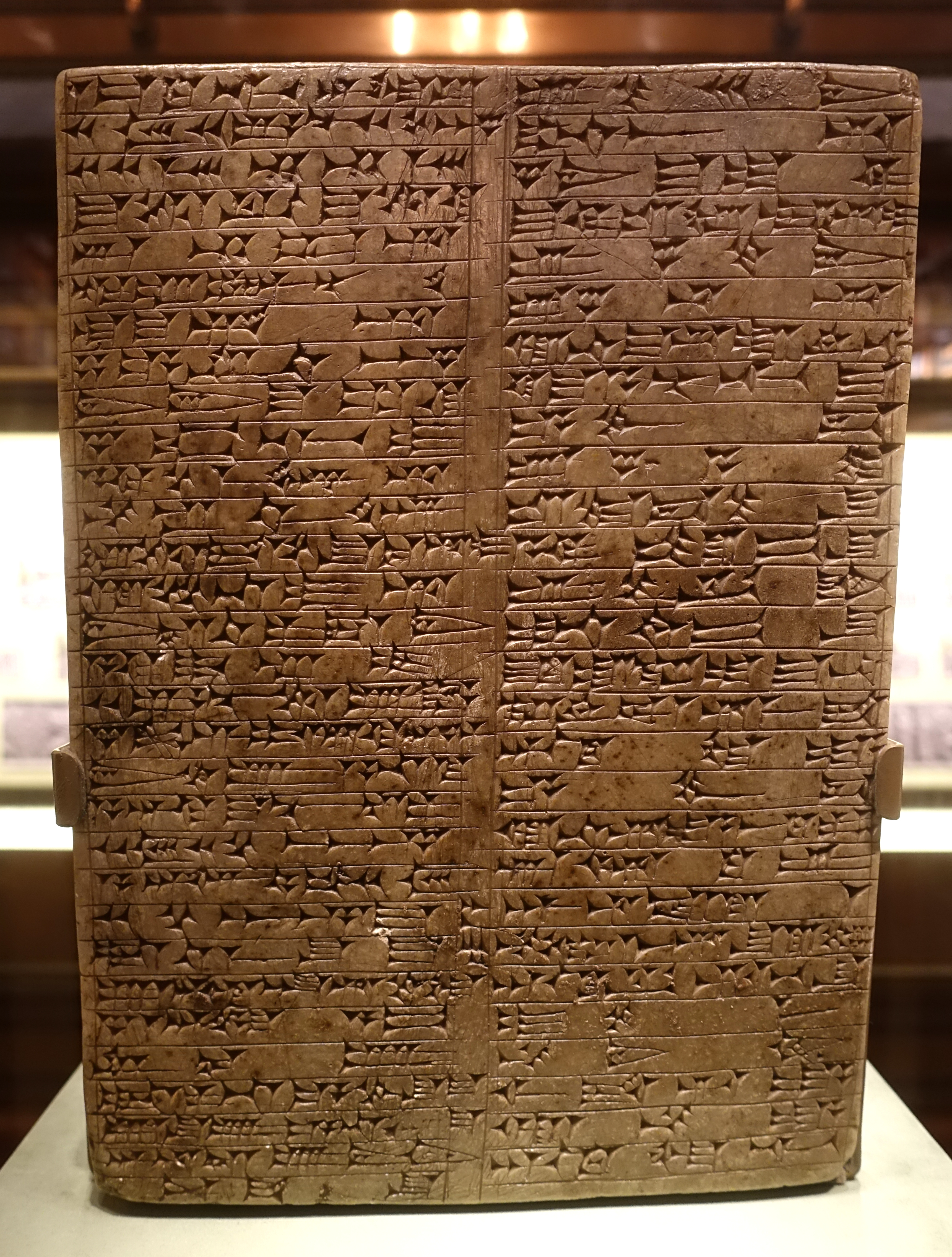
Assyrische Gründungsurkunde aus der Regierungszeit Tukulti-Ninurtas I., ca. 1243–1207 v. Chr. New York, Morgan Library & Museum Inventarnummer DSC06611

Die Inschrift mit der vormaligen Bezeichnung DH wird in zwei Ausführungen überliefert. Die Goldtafel DHaG wurde nach Angaben von Ernst Herzfeld in einem antiken Fundament in Hamadan entdeckt und nach der Bergung in etwa 20 Stücke zerschnitten, um sie einschmelzen  zu lassen. Die Goldtafel ist nach den Angaben von Jamshed Manockji Unvala ein Quadrat mit einer Seitenlänge von 23,5 cm und hat eine Dicke von 2 mm. Gemäß den Angaben von Roland Grubb Kent ist die Tafel ein Quadrat mit 19 cm Seitenlänge. Die Silbertafel DHaS wurde im gleichen Gebäude gefunden und in 8 Stücke zerschnitten, wovon noch 7 Stücke erhalten sind. Die Silbertafel ist nach den Angaben von Jamshed Manockji Unvala 18 cm lang und 18 cm breit. Nach den Angaben von Roland Grubb Kent beträgt die Masse der Silbertafel 10,5 und 14,5 cm. Ein Antiquitätenhändler entdeckte die Inschriften auf den zerschnittenen Tafeln, kaufte sie dem Finder ab, setzte die Stücke wieder zusammen und fotografierte sie. Nach der Aussage von Ernst Herzfeld wurden die beiden Tafeln nach Teheran gebracht. Erstmals besprochen wurde die Inschrift in der indischen Tageszeitung Jam-e-Jamshed am 30. September 1926. Sie veröffentlichte einen Vortrag von Jamshed Manockji Unvala, den dieser am 24. September 1926 gehalten hatte.
Die altpersische Sprachversion hat 8, die elamische 7 und die babylonische 8 Zeilen. Die Texte auf der Gold- und der Silbertafel sind identisch und unterscheiden sich nur an verschiedenen Stellen in der Zuordnung der Zeichen zur Linie. Der Inhalt ist identisch mit demjenigen von DPh. In den beiden Inschriften von Persepolis und Hamadan sind sogar die gleichen zwei Fehler in der altpersischen Sprachversion zu finden.
Durch die Deponierung in ein Fundament kann die Inschrift als „Fundamenturkunde“ bezeichnet werden, aber weder ist das Gebäude archäologisch überliefert noch nimmt die Inschrift Bezug auf einen Bau. Sidney Smith bringt die Tafeln in Verbindung mit anderen Gründungsurkunden aus älterer Zeit, wie zum Beispiel aus Larsa und von den Königen Tukulti-Ninurta I. und Sargon II.